# Iglesia de San Martín (Talarn)

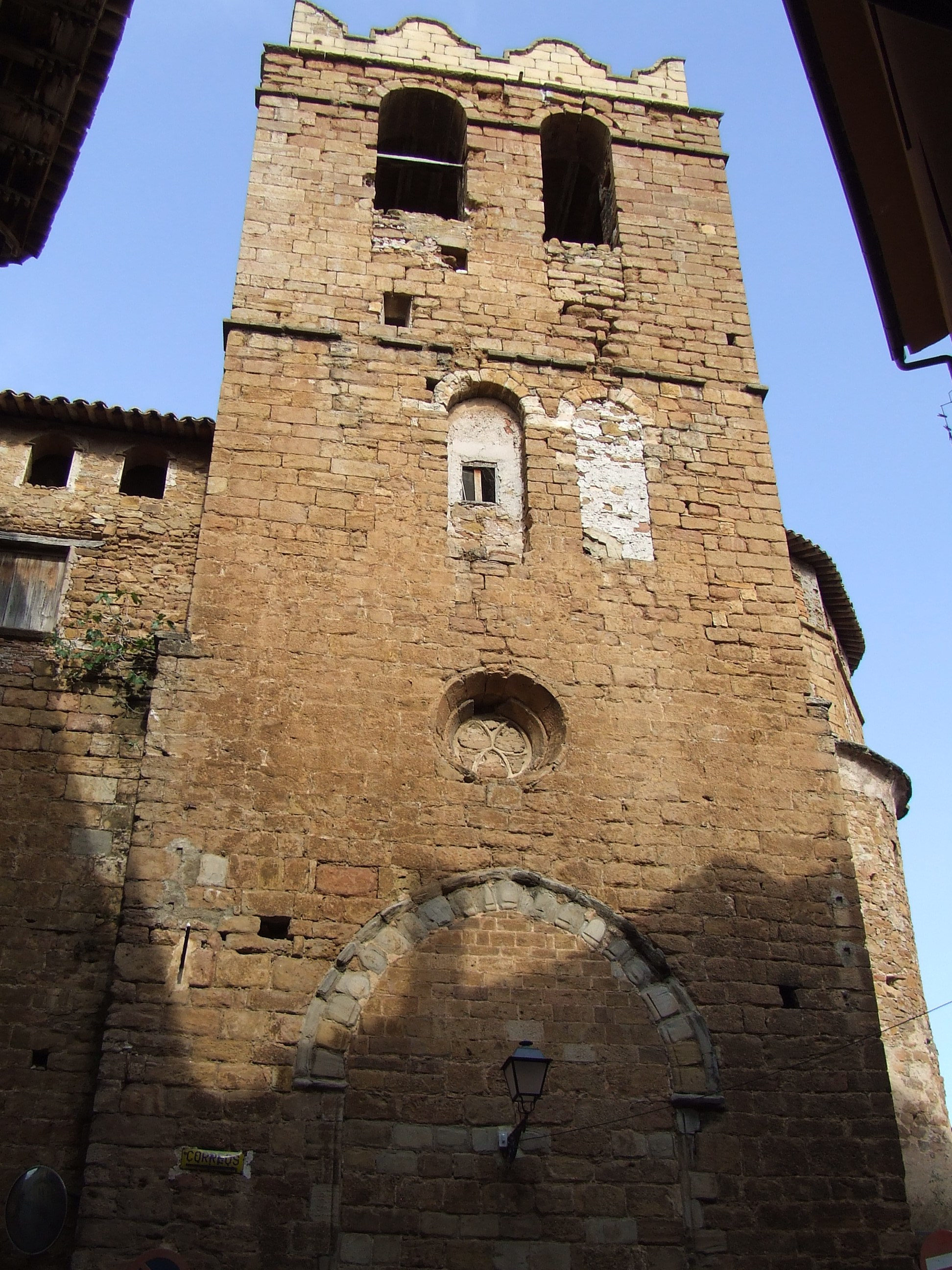
Campanario de Talarn.

La iglesia de San Martín de Talarn es la parroquial de la villa de Talarn, situada dentro y en la parte este de la villa cerrada. Originalmente románica, sufrió muchas transformaciones en época gótica y en el renacimiento.
La primera referencia conocida sobre esta iglesia es en 1080, cuando el conde Ramon V de Pallars Jussá encomendó a Oliver Bertran, vasallo de Guillermo Fulco, el castillo de Talarn, la mitad de la parroquia de san Martín y las esplugues de Susterris, y a Sunyer Ramon el mismo castillo y la octava parte de la parroquia.
Incluida dentro del oficial de Tremp, en 1639 se iniciaba la reconstrucción de la iglesia, y en 1748 se encargaba la construcción del órgano, recientemente restaurado, a Josep Boscà de Seringena.